# Sulpiz Kurz
Wilhelm Sulpiz Kurz (Pseudonym: Johann Amann; * 5. Mai 1834 in Augsburg; † 15. Januar 1878 in Penang) war ein deutscher autodidaktischer Botaniker. Sein offizielles botanisches Autorenkürzel lautet „Kurz“.

## Leben
Sein Vater, Aloys Kurz († 13. Januar 1842), einst geprüfter Lehramts-Kandidat und Lithograph, war 1836 Zeichnungs-Lehrer an der Kreis-Landwirtschafts- und Gewerbs-Schule in Augsburg, 1839 auch an der polytechnischen Schule.
Nach dessen Tod siedelte die Familie nach München, wo Sulpiz' Interesse zur Pflanzenwelt erwachte. Nach Latein- und Handelsschule kam er auf das Gymnasium, wo Otto Sendtner seine Sammellust in „bestimmtere Bahnen“ lenkte. Zur Befriedigung seiner Reiselust versuchte er kurzzeitig eine Ausbildung zum Kaufmann, entschied aber dann, botanischer Reisender zu werden. Als Hospitant an der Universität München besuchte er Collegien über Botanik, Mineralogie, Chemie und Physik. 1854 zwangen ihn Unglücksfälle in der Familie und daraus resultierende Mittellosigkeit, seinen Unterhalt selbst zu verschaffen. Verschollen für die Angehörigen ging er nach Holland und arbeitete in einer Apotheke in Delft.
Nun der Sprache mächtig, trat er im Januar 1856 mit falschen Papieren unter dem Namen Johann Amann in den holländischen Kolonialdienst Koninklijk Nederlandsch-Indisch Leger. Er diente in Batavia, Bangka und im Krieg gegen die Bugginesen auf Celebes. Der Gouverneur-General von Holländisch-Indien bewirkte im September 1859 seine Versetzung als botanische Hilfskraft an den botanischen Garten (Kebun Raya Bogor) in Buitenzorg südlich von Jakarta. 1856–1863 assistierte er Johannes Elias Teijsmann.
Nach botanischer Durchforschung wenig bekannter Gebiete hatte er solche Hochachtung erworben, dass der Vorstand des botanischen Gartens in Kalkutta, Thomas Anderson, der 1863 zur Überführung von Cinchonabäumen nach Britisch-Indien auf Java weilte, ihn als Kurator der Herbariums am botanischen Garten in Sipbur (alt Seebpore) bei Kalkutta anstellte. Jean Baptiste Louis Pierre, dessen elterliche Kaffeeplantage auf Reunion von einem Taifun zerstört war, kam hinzu.
Kurz unternahm Forschungsreisen, teils auf eigene Kosten in der dreimonatigen Urlaubszeit, über die er ab 1864 – nun unter richtigem Namen – berichtete (über die Vegetation von Bangka, der Andaman-Inseln, der Nicobaren, von British-Birma, von Bengalen und Assam etc.). 1866 verbrachte er drei Monate auf den Andaman-Inseln und unternahm zwei Expeditionen nach Burma (1867–1868 und 1870–1871). 1868 war er auf Sikkim. Dietrich Brandis, mit dem er auf Burma und (unter schwierigen Umständen) auf Andaman eng zusammen arbeitete, beklagte sich bei Hooker über seine Eigenwilligkeiten. Die von österreichischen Naturforschern auf den Nikobaren gesammelten Pflanzen wurden ihm vom Kaiserlichen Museum in Wien zur Auswertung und Veröffentlichung übersandt.
Sulpiz Kurz publizierte über 60 Berichte in verschiedenen Journalen. Die zwei Bände des Forest-Flora of British Burma, im Auftrag der britischen Regierung, gelang ihm zu vollenden. Als er Ende 1877 erneut erkrankte, reiste er zu den Straits Settlements. Die Universität München erwog, ihm den Dr. phil. h. c. zu verleihen. Georg von Martens benannte eine javanesische Pflanze, in der er eine neue Algengattung zu erblicken glaubte, ihm zu Ehren Kurzia. Im Botanischen Garten wurde ihm ein Monument errichtet. Unbearbeitete Sammlungen lagern im Herbar Krempelhuber. Forest-Flora wurde von William Theobald für Francis Mason in dessen dritter Auflage von Burma (1883) eingearbeitet.
Neben Sulpiz Kurz waren weitere Pioniere der indischen Forstwirtschaft: Hugh Francis Cleghorn, Joseph Dalton Hooker, Balfour, Richard Henry Beddome, James Sykes Gamble, Talbot, Upendrahnat Kanjilal und Edward Percy Stebbing.

## Ehrungen
Nach Kurz benannt sind die Pflanzengattungen Kurzinda Kuntze aus der Familie der Kreuzdorngewächse (Rhamnaceae) und Kurziodendron N.P.Balakr. aus der Familie der Wolfsmilchgewächse (Euphorbiaceae) benannt.